# Индекс автомобильных номеров Румынии
Автомобильные номера в Румынии состоят из следующего: на левой стороне пластины есть синяя вертикальная полоса, на которой отображены 12 звезд и код страны (RO), а затем — чёрные символы на белом фоне — первые одна или две буквы обозначают код жудеца, две цифры и три буквы. На автомобильных номерах, выданных до 1 января 2007 года флаг Румынии был использован вместо 12 европейских звезд. Цифры и буквы, как правило, назначаются произвольно. Автомобильные номера выдается на каждую машину и для каждого владельца, и они должны быть возвращены, когда автомобиль либо продан, либо сломан, хотя новый покупатель имеет право потребовать продолжение использования старого номерного знака. Номера, на которых сочетания букв могут образовывать непристойный текст, не выдаются. Буква «Q» не используется, потому что можно спутать с «O». трёхбуквенный код не может начинаться с «I» или «О», так как они могут быть спутаны с «1» или «0» (до 1999 года, «I» и «О» не использовались вообще).

## Коды жудецев
Это список жудецев и их округе код (в скобках — административный центр жудеца).
- AB — Алба (Алба-Юлия)
- AG — Арджеш (Питешти)
- AR — Арад (Арад)
- B — Бухарест
- BC — Бакэу (Бакэу)
- BH — Бихор (Орадя)
- BN — Бистрица-Нэсэуд (Бистрица)
- BR — Брэила (Брэила)
- BT — Ботошани (Ботошани)
- BV — Брашов (Брашов)
- BZ — Бузэу (Бузэу)
- CJ — Клуж (Клуж-Напока)
- CL — Кэлэраши (Кэлэраши)
- CS — Караш-Северин (Решица)
- CT — Констанца (Констанца)
- CV — Ковасна (Сфынту-Георге)
- DB — Дымбовица (Тырговиште)
- DJ — Долж (Крайова)
- GJ — Горж (Тыргу-Жиу)
- GL — Галац (Галац)
- GR — Джурджу (Джурджу)
- HD — Хунедоара (Дева)
- HR — Харгита (Меркуря-Чук)
- IF — Илфов (Буфтя)
- IL — Яломица (Слобозия)
- IS — Яссы (Яссы)
- MH — Мехединци (Дробета-Турну-Северин)
- MM — Марамуреш (Бая-Маре)
- MS — Муреш (Тыргу-Муреш)
- NT — Нямц (Пятра-Нямц)
- OT — Олт (Слатина)
- PH — Прахова (Плоешти)
- SB — Сибиу (Сибиу)
- SJ — Сэлаж (Залэу)
- SM — Сату-Маре (Сату-Маре)
- SV — Сучава (Сучава)
- TL — Тулча (Тулча)
- ТМ — Тимиш (Тимишоара)
- TR — Телеорман (Александрия)
- VL — Вылча (Рымнику-Вылча)
- VN — Вранча (Фокшаны)
- VS — Васлуй (Васлуй)